# Hormersdorf
Hormersdorf este o comună din landul Saxonia, Germania.